# 王明珂
王明珂（1952年—），生於台灣高雄縣，籍貫湖北，歷史學者，專精於中國游牧民族史以及歷史人類學。2014年，成為中華民國中央研究院院士，现为北京大学历史学系客座讲席教授。

## 生平
其父王光輝，出身於湖北武昌造紙商人家庭，自幼家境富裕。進入中央軍校第15期，後成為新一軍連長，為孫立人麾下，曾參與滇緬遠征軍。1949年，隨國民政府撤退，與軍隊一同來到台灣，落腳在高雄鳳山黃埔軍校。
王明珂出生於高雄縣鳳山市黃埔新村，中學成績並不出色。1974年，考取臺灣師範大學歷史系。在畢業後，至學校擔任一年教師，之後又考取臺灣師範大學歷史研究所。研究所期間，專研上古史，開始投入羌族研究。經其指導老師管東貴推薦，進入中央研究院史語所，擔任研究員。1987年，留學美國，進入哈佛大學東亞研究所。1992年取得博士學位，返回台灣，再度成為史語所研究員，取得終身聘任資格。
1994年，首度進入中國，由北京一路南下，至西安、西寧與汶川，對羌族進行田野研究。
2003年至2007年間，至四川、內蒙古、新疆、青海等地進行田野研究，研究方向逐漸轉向康藏族。
2010年擔任國立中興大學文學院院長，2011年兼任中興大學人文及社會科學研究中心主任。
2014年7月4日，當選中央研究院第30屆院士。
2017年3月接任中央研究院歷史語言研究所所長。

## 著作
- （繁體中文）《華夏邊緣：歷史記憶與族群認同》，台北：允晨文化，1997年，ISBN 9789579449526；（简体中文）出版社：浙江人民出版社，出版日期：2013-11-01，352页，ISBN 978-721-305-721-2
- （繁體中文）《羌在漢藏之間：一個華夏邊緣的歷史人類學研究》，台北：聯經出版，2003年；（简体中文）出版社：中華書局，出版日期：2008-05-01，339頁，ISBN 978-710-106-167-3
- （繁體中文）《英雄祖先與弟兄民族：根基歷史的文本與情境》，台北：允晨文化，2006年；（简体中文）出版社：中華書局，出版日期：2009-07-01，267頁，ISBN 978-710-106-282-3
- （繁體中文）《游牧者的抉擇：面對漢帝國的北亞游牧部族》，台北：聯經文化，2009年1月6日，304頁，ISBN 978-986-017-005-4；（简体中文）出版社：广西师范大学出版社，出版日期：2008-12-01，304页，ISBN 978-756-337-870-8
- （繁體中文）《反思史學與史學反思：文本與表徵分析》，台北：允晨文化，2015年7月1日，368頁，ISBN 978-986-579-439-2；（简体中文）出版社：上海人民出版社，出版日期：2016-04-01，340页，ISBN 978-720-813-618-2

## 外部連結
- 中研院史語所 王明珂個人首頁 （页面存档备份，存于）
- 穿行於邊緣邊界 - 王明珂 - 網易博客

| 教育職務      | 教育職務                                                    | 教育職務      |
| ------------- | ----------------------------------------------------------- | ------------- |
| 中興大學      |                                                             |               |
| 前任： 林富士 | 國立中興大學文學院院長 第十九任 2010年8月1日－2013年7月31日 | 繼任： 陳淑卿 |